# Onda Diferente
"Onda Diferente" é uma canção das cantoras brasileiras Anitta, Ludmilla e do rapper americano Snoop Dogg, com a participação do produtor musical Papatinho, incluída no quarto álbum de estúdio de Anitta, Kisses (2019). Foi lançada como single oficial do álbum em 5 de abril de 2019.

## Antecedentes
Inicialmente, a faixa foi escrita por Ludmilla para estar incluída em seu primeiro álbum de vídeo Hello Mundo, porém sua gravadora, a Warner Music Brasil, negou que a cantora trabalhasse na canção. No entanto, uma versão demo foi postada pela própria cantora na internet, o que chamou a atenção de Anitta, que resolveu gravar a canção com Ludmilla e algum cantor internacional.[carece de fontes?] O escolhido foi o rapper norte-americano Snoop Dogg, após ele ligar para ela em Nova Iorque depois de assistir Vai Anitta, sua série biográfica de documentário produzida pela Netflix. Ele aceitou colaborar com as duas sob a condição de que ele obtivesse a metade dos direitos sobre a música.[carece de fontes?]

## Composição
Em "Onda Diferente", Anitta e Ludmilla cantam sobre os efeitos da maconha, apoiadas pelo rapper Snoop Dogg: "As minhas pernas já vão dar um nó, o meu sangue já ferveu, a minha onda já bateu. Sai da minha frente. Hoje eu vou dar trabalho numa onda diferente", cantam as cariocas.

## Vídeo musical
O videoclipe acompanhante para "Onda Diferente" foi gravado em 18 de março de 2019, em um estúdio na cidade de Los Angeles, na Califórnia. Como a cantora havia dito anteriormente que cada faixa de Kisses traria "uma Anitta diferente", ela descreveu sua persona adotada para o clipe: "Essa Anitta dança conforme o ritmo. Ela sempre encontra um jeito de se encaixar no ambiente onde é colocada. Não importa se é diferente do que ela está acostumada. Quando você menos esperar, ela já se adaptou e você vai jurar que ela faz parte desse clã desde sempre. Ela parece uma máquina, um robô, obedece aos comandos com uma disciplina disfarçada de naturalidade e consegue chamar atenção mesmo nas mais estranhas situações. Ela é camaleão, seu estilo muda conforme o habitat".
No videoclipe, Anitta e Ludmilla aparecem com perucas neon, e cultivando uma planta misteriosa, dando a entender que seria maconha. Snoop Dogg, que também participa da faixa, é conhecido por ter sua própria marca de erva e também por sempre assumir que fuma maconha. No primeiro dia de seu lançamento, o clipe foi um sucesso, ficando em primeiro lugar na aba "em alta" na plataforma de vídeos do YouTube do Brasil, e em segundo mundialmente, com 914 mil visualizações.

## Apresentações ao vivo
Durante sua participação no programa Encontro com Fátima Bernardes em 17 de abril, a cantora interpretou a canção juntamente com "Poquito", "Rosa" e "Banana". Em 11 de maio abriu o Programa da Maisa com "Onda Diferente". Em 3 de julho, as duas cantaram a música no MTV Millennial Awards 2019 em um medley com "Favela Chegou".

## Faixas e formatos
| Download digital |                                                               |                                                           |         |  |
| N.º              | Título                                                        | Compositor(es)                                            | Duração |  |
| 1.               | "Onda Diferente" (com Ludmilla e Snoop Dogg, part. Papatinho) | Enrico Valencia Ludmilla da Silva Calvin Cordozar Broadus | 2:40    |  |

## Prêmios e indicações
| Ano  | Premiação                             | Categoria       | Resultado | Ref.   |
| ---- | ------------------------------------- | --------------- | --------- | ------ |
| 2019 | Prêmio Multishow de Música Brasileira | Música Chiclete | Venceu    | [ 14 ] |
| 2019 | Prêmio Contigo! Online                | Música do Ano   | Indicado  | [ 15 ] |

## Controvérsia
Após a cantora Ivete Sangalo ter cantado a faixa no Rock in Rio VIII, em 29 de setembro de 2019, Ludmilla foi até suas redes sociais para comemorar o fato de que uma canção de sua autoria estava sendo cantada em um grande festival, o que gerou ataques à cantora por fãs de Anitta, que se surpreenderam por ela não ter citado Anitta no agradecimento e mostraram através dos créditos da canção que a mesma estava citada como compositora. Como o combinado foi de que apenas Ludmilla dividiria os créditos da letra com Snoop Dogg, Anitta acabou assumindo que Ludmilla de fato tinha composto 100% da letra, e que tinha sido creditada por ter ajudado na produção da música, dando ideia de colocar o rapper Snoop Dogg na faixa. Ela também disse que houve negociação entre editora e gravadora para ela ter o nome incluído, e afirmou que Ludmilla havia concordado com tudo antes. A Warner Music Brasil, gravadora de ambas, pronunciou-se dizendo que nada tem a ver com o acordo, que é feita entre o compositor e produtor.

## Desempenho nas paradas musicais
| Tabela musical (2019)            | Melhor posição |
| -------------------------------- | -------------- |
| Brasil (Top 100 Brasil)          | 64             |
| Brasil (Top 10 Streaming)        | 4              |
| Brasil (Top 50 Streaming Mensal) | 8              |
| Portugal (AFP)                   | 49             |